# Baesweiler
Baesweiler je grad u Sjevernoj Rajni-Vestfaliji u Njemačkoj. Jedno je od 10 općinskih središta okruga Region Aachena.

## Gradovi prijatelji
- Easington (Engleska), od 1975
- Saint-Brieuc (Francuska), od 1990